# سفارة دولة فلسطين لدى الكرسي الرسولي
سفارة دولة فلسطين لدى حاضرة الفاتيكان (بالإنجليزية: Embassy of the State of Palestine to the Holy See)‏ هي الممثلية الدبلوماسية العُليا لدولة فلسطين لدى دولة مدينة الفاتيكان. افتتح الرئيس الفلسطيني محمود عباس السَفارة لأول مرة في 14 يناير 2017.